# قانون جذب
قانون جذب (انگلیسی: Law of attraction)، باور معنوی تفکر نوین است که به‌ موجب آن تفکرات مثبت یا منفی باعث می‌شوند تجربیات مثبت یا منفی در زندگی فرد وارد شود.
این باور بر اساس ایده‌ای است که انسان‌ها و تفکراتشان از انرژی خالص ساخته شده‌اند و همچنین انرژی‌های مشابه می‌توانند همدیگر را جذب کنند، از این رو اجازه می‌دهد که افراد بتوانند سلامتی، ثروت یا روابط شخصی خود را بهبود بخشند.این ایده‌ها ریشه در فلسفه هرمتیسم، عرفان‌های هندی و فلسفه نو افلاطونی دارند. از کتب مشهور در این باب می توان به «راز» راندا برن اشاره نمود.
قانون جذب، در تمایلات نزدیک به علمی، به عنوان یک تخیل، تلقی می‌شود و هیچ شواهد علمی تجربی برای اثبات آن وجود ندارد و در محافل و مجامع علمی به عنوان «سرگرمی علمی» محسوب می‌شود. در این باور، طرفداران به طور عمومی تکنیک‌های بازسازی شناختی را با تأییدیه‌ها و تصور ذهنی خلاق (تصور خلاق) ترکیب می‌کنند تا تفکرات محدود کننده یا خودخواهانه (منفی) را با تفکرات قوی‌تر و سازگار (مثبت) جایگزین کنند. یک عنصر کلیدی این فلسفه، این ایده‌ است که برای تغییر مؤثر الگوهای منفی فکری یک شخص، باید همچنین احساس کند (از طریق تصور خلاق) که تغییرات مطلوب قبلاً رخ داده‌اند. این ترکیب از تفکر مثبت و احساس مثبت، مبتنی بر این باور است که انسان می‌تواند با رزونانس شدن با قانون انرژی پیشنهادی، تجربیات و فرصت‌های مثبت را جذب کند.

## تاریخ
جنبش اندیشه نو از آموزه‌های فینیاس کویمبی در اوایل قرن نوزدهم شروع شد. وی در اوایل زندگی، به بیماری سل مبتلا شد. متأسفانه درمان دارویی جواب نداد، بنابراین تصمیم گرفت تا از وطنش، لبنان به نیو همشایر برود. او سلامت خود را بازیافت و بهبود یافت. وی مطالعهٔ مبحث «ذهن در برابر بدن» را آغاز کرد. اگرچه او هرگز از واژهٔ قانون جذب استفاده نکرد، اما توصیفات او پایهٔ‌ای مشابه داشت و تنها مختص به مباحث سلامت بود:
مشکل در ذهن است، زیرا بدن فقط خانهٔ ذهن می‌باشد و ما بر اساس اهمیتش میزان ارزش آن را تعیین می‌کنیم؛ بنابراین اگر ذهن شما به وسیلهٔ یک دشمن پنهان به یک باور تبدیل شده‌است، با دانش یا بدون دانش، مجبورید آن را به عنوان نوعی بیماری در نظر بگیرید. با این نظریه یا شاید حقیقت، من با دشمن شما روبرو شدم و سلامت و شادی خود را بازیافتم. این کار را گاهی به صورت ذهنی و گاهی با صحبت انجام می‌دهم تا زمانی که توصیفات اشتباه را اصلاح کنم و حقیقت را بنیان بگذارم، و حقیقت خود درمان است.
در سال ۱۸۷۷، واژهٔ قانون جذب در کتابی چاپ شد که توسط محقق روسی، هلنا بلاواتسکی نوشته شده بود. کتاب او به بررسی مطالب مرموز و عرفان کهن می‌پردازد. در پایان قرن نوزدهم، این واژه توسط نویسندگان جنبش اندیشه نو به‌کار گرفته شد. مانند پرنتایس مالفورد و رالف والدو تراین، اما برای آن‌ها قانون جذب نه فقط بر سلامت، بلکه بر تمام جوانب زندگی تأثیر می‌گذاشت.
این موضوع در قرن بیستم بسیار مورد توجه قرار گرفت و در کتاب‌های زیادی به بحث گذاشته شد که برخی از آن‌ها جزو پر فروش‌ترین کتاب‌های تاریخ می‌باشند؛ فکر کنید و ثروتمند شوید (۱۹۳۷) نوشتهٔ ناپلئون هیل و شُما می‌توانید خود را شفا دهید (۱۹۸۴) نوشتهٔ لوئیس هِی.
حتی اگر جنبش عصر جدید ایده‌های جدید زیادی به کار گرفته باشد، از جمله قانون جذب، قانون جذب همچنان یک مفهوم از فلسفهٔ اندیشه نو باقی می‌ماند.
در سال ۲۰۰۶، با انتشار فیلم راز، قانون جذب توجه زیادی را به خود جلب نمود. در سال ۲۰۰۷ این فیلم به صورت کتاب نیز چاپ شد. این فیلم و کتاب توجه زیادی را در رسانه‌ها به خود جلب کردند. کتاب روندا برن نیز تأثیر زیادی بر خلق فیلم سینمایی راز، با بازی کیتی هولمز داشت.

## توضیحات
نویسندگان جنبش اندیشه نو بر این باورند که قانون جذب همیشه فعال است و تجارب و شرایط هر فرد را بر اساس افکار غالب وی یا تمایلات و انتظاراتش، رقم می‌زند.
چارلز هانال در کتابش با عنوان سیستم شاه کلید شوید (۱۹۱۲)، می‌نویسد:
بدون شک قانون جذب، شرایط، محیط و تجارب شما در زندگی را بر اساس عادات، خصوصیات و رویکرد ذهنی غالب شما، رقم می‌زند.
رالف تراین در کتابش با عنوان با بی‌نهایت تنظیم شوید (۱۸۹۷)، می‌نویسد:
قانون جذب یک قانون کیهانی هست که شامل تمام اعمال می‌شود و ما هرچه که می‌طلبیم یا انتظارش را داریم جذب می‌کنیم. اگر ما چیزی را بطلبیم و انتظار دیگری داشته باشیم، به خانه‌ای تبدیل خواهیم شد که علیه خود تقسیم گشته‌است و مسلماً ویران خواهد شد. انتظار چیزی را داشته باشید که می‌طلبید، سپس آنچه که آرزویش را دارید، جذب می‌کنید.
راندا برن در فیلم راز بر تفکر به آنچه که هر فرد می‌خواهد به دست آورد تأکید کرد، اما فکر را باید با حداکثر میزان احساس تقویت کرد. او ادعا می‌کند که ترکیب فکر و احساس همان چیزی است که طلب ما را جذب می‌کند. راز می‌گوید که ذهن ناخودآگاه شما می‌تواند هرآنچه اطراف شما رخ می‌دهد را کنترل کند، از جمله تجارب مثبت مانند هنگامی که عزیزان دور از شما با شما تماس می‌گیرند، و تجارب منفی، مانند مرگ. برن بر قدرت ذهن ناخودآگاه تأکید می‌کند و از خواننده می‌خواهد بر این افکار کنترل کامل داشته باشد تا بتواند در زندگی‌اش علاوه بر عمل، با ذهن نیز به آنچه که می‌خواهد دست یابد. کتابی مشابه دیگر، رسالت است که نوشتهٔ جیمز ردفیلد می‌باشد. او می‌گوید واقعیت توسط انسان تجلی می‌یابد. انسان و کائنات قدرت جذب بین جاذبه‌های مغناطیسی مشابه را دارند. قدرت ذهن ناخودآگاه که نوشتهٔ جوزف مورفی است، می‌گوید که خوانندگان می‌توانند اهداف به ظاهر غیرممکن را با به کنترل درآوردن ذهن خویش، به دست آورند. کتاب‌های مشابه دیگری نیز وجود دارند، مانند قدرت، نوشتهٔ روندا برن؛ کیمیاگر، نوشتهٔ پائلو کوئیلو؛ قدرت حال، نوشتهٔ اکهارت تولی. در حالی که شهادت‌های افراد می‌گوید قانون جذب برای آنان جواب داده‌است، برخی از شک‌گرایان، فیلم و کتاب روندا برن را نقد کرده‌اند. یکی از نقدهای نیویورک تایمز، راز را شبه علم و «توهم دانش» دانسته‌است.

## ادعاهای مطرح شده در رابطه با تأثیرات (قانون جذب)

### سلامتی جسم و روان
ادعای اصلی نویسنده این است که افکار ما می‌توانند به‌طور مستقیم بر سلامت ما تأثیر بگذارند و این به خاطر قانون جذب است. آن‌ها معتقدند که نگرانی، ترس، استرس و سایر افکار منفی، مردم را مریض می‌کند؛ در حالی‌که افکار مثبت در رابطه با خوشی و عشق، مردم را سالم نگه می‌دارند و حتی بیماری‌های آنان را درمان می‌کند. هواداران ادعا می‌کنند که بخش مهمی از حفظ سلامت و درمان بیماری این است که بتوانید خود را به صورت سلامت تصور کنید.
وقتی به لیمو ترش فکر می‌کنید یا در مورد خوردنش حرف می‌زنید، بزاق ترشح می‌شود؛ همین‌طور اگر به سلامتی یا بیماری فکر کنید، بدن به آن واکنش نشان می‌دهد.

### مسائل مالی و ثروت
ادعا می‌شود که اگر شخصی دائماً افکار موفقیت داشته باشد، صرف نظر از موقعیت واقعی وی، رونق و رفاه را در آینده تجربه خواهد کرد، زیرا «چیزهای مشابه یکدیگر را جذب می‌کنند.» اگر هم شخصی دائماً به فقر فکر کند، آیندهٔ وی با تجربهٔ فقر همراه خواهد بود. یکی از مثال‌هایی که توسط لیزا نیکول در فیلم راز مطرح شده، چنین است: «اگر هر بار که به درون نامهٔ خویش نگاه می‌کنید، انتظار یک صورتحساب داشته باشید، حدس بزنید چه می‌شود؟ حتماً صورت حساب آنجا خواهد بود. هر روز که بیرون می‌روید و از قبوض می‌ترسید، هرگز انتظار رخداد خوب ندارید، به قرض‌هایتان فکر می‌کنید، انتظار قرض را می‌کشید. پس قرض به سمت شما خواهد آمد… خواهد آمد، زیرا قانون جذب همیشه مطیع افکار شماست.» به خاطر پولی که دارید خوشحال و شکرگزار هستید؟ ادعا می‌شود که این سریع‌ترین راه برای جذب پول بیشتر به درون زندگی‌تان می‌باشد.

### روابط
هواداران قانون جذب ادعا می‌کنند که این قانون بر روابط ما تأثیر می‌گذارد، زیرا هر چه که بر آن تمرکز کنیم، بیشتر تجربه‌اش خواهیم کرد؛ برای مثال اگر شخصی بر خصوصیات خوب یک نفر تمرکز کند، آن خصوصیات خوب بزرگ‌تر به چشم خواهند آمد. عکس این قضیه هم صادق است. آن‌ها همچنین ادعا می‌کنند با تجسم شخص خاصی که رفتار خوبی با شما دارد، تجارب مشابه آن تجسم را به خود جذب خواهید نمود. همچنین ادعا می‌شود که افراد می‌توانند روابط رمانتیک با اشخاصی را به خود جذب کنند که خصوصیات مورد پسند آن‌ها را داشته‌اند، فقط کافی است یک تصویر ذهنی از شخص ایده آل ایجاد کرده و آن‌ها را طوری تجسم کرده که گویی واقعی هستند. به شکل مشابهی، این ایده مطرح است که با افزایش اعتماد به نفس، کاریزما و تمایل ناخودآگاه به جذب عشق، می‌توان یک شریک زندگی به خود جذب کرد. موارد مذکور را می‌توان با تمرینات تجسم و تکنیک‌های تجلی‌سازی ارتقا بخشید.

### بلندپروازی‌ها
ادعا شده که با تجسم کامل و پرجزئیات از آنچه که فرد می‌خواهد تجسم کند و تمرکز بر آن تصویر، یک سری رخدادها به وقوع خواهد پیوست که آن دیدگاه را عینیت می‌بخشد. چارلز هانل در کتابش با عنوان کلید سیستمیِ ارشد می‌گوید: «شما باید تصویر را کامل و با تمام جزئیات ببینید، با این کار به تدریج راه‌هایی برای متجلی ساختن آن تصویر شکل می‌گیرند. هر اتفاق به اتفاق دیگری می‌انجامد. فکر به عمل می‌انجامد، عمل به توسعهٔ روش‌ها، روش‌ها به پیشرفت دوستان و دوستان نیز شرایطی پدید می‌آورند که در نهایت و در گام سوم، عینیت رخ می‌دهد و ما به موفقیت می‌رسیم.»

## مبانی فلسفی و مذهبی
مفهوم قانون جذب در فلسفهٔ اندیشهٔ نو نیز ریشه در سنت‌های مذهبی و فلسفی مختلفی دارد. به‌طور خاص از هرمسیه، تعالی‌گری نیوانگلندی، آیات خاصی از انجیل، و هندوییسم الهام یافته‌است.
هرمسیه در دوران رنسانس بر توسعهٔ افکار اروپایی تأثیر گذاشت. ایده‌های آن تا حدودی توسط کیمیاگری منتقل شد. در قرن هجدهم، فرانز مسمر آثار کیمیاگرانی مانند پاراسلسوس و فن هلمونت را مطالعه کرد.
فن هلمونت یک طبیب بلژیکی بود که در قرن هفدهم زندگی می‌کرد و مدعی بود که تخیلات قدرت شفابخش دارند. این قضیه باعث شد تا مسمر ایده‌هایش در مورد مغناطیس حیوانی را گسترش دهد که بعدها توسط فینیز کویمبی، بنیان‌گذار اندیشهٔ نو، مورد مطالعه قرار گرفت.
جنبش تعالی‌گری قبل از ظهور اندیشهٔ نو، در ایالات متحده توسعه یافت و گمان می‌رود که تأثیر زیادی بر آن داشته‌است. جرج ریپل، یکی از چهره‌های مهم جنبش، اظهار داشت که ایدهٔ اصلی «برتری ذهن بر ماده» بوده‌است.
نویسندگان پیرو مکتب اندیشهٔ نو، اغلب آیاتی از انجیل نقل می‌کنند و آن را به قانون جذب ربط می‌دهند. یک نمونه فصل ۱۱:۲۴ انجیل می‌باشد:
«بنابراین به تو می‌گویم، هرچه که در عبادت خویش می‌خواهی، معتقد باش که آن را دریافت می‌کنی و مال تو خواهد شد.»
در قرن نوزدهم، سوامی ویوکانادا به ایالات متحده سفر کرد و سخنرانی‌هایی در مورد هندوئیسم ایراد نمود. این سخنرانی‌ها تأثیری زیادی بر جنبش اندیشهٔ نو داشت. به خصوص بر ویلیام واکر که یکی از پیشگامان جنبش اندیشهٔ نو بود.

## انتقادات
مجلهٔ محقق شکاک این ادعاها را به خاطر تحریف شدگی و آزمون‌ناپذیری مورد انتقاد قرار داد. منتقدان می‌گویند شواهد ارائه شده اغلب داستان است، زیرا اشخاص صرفاً تمایل دارند گزارش‌های مثبت را ارائه دهند و نتایج ذهنی خویش را بازگو کنند. این گزارش‌ها مشکوک و احتمالاً گزینشی هستند. برای نمونه، فیزیکدانی به نام علی الوسی انتقاد کرد که تأثیرگذاری افکار بر چیزی خارج از ذهن، نامحتمل و غیرقابل اندازه‌گیری می‌باشد.
قانون جذب به وسیلهٔ کتاب‌ها و فیلم‌هایی مانند 'راز و کتابی به همین نام در قرن بیست و یکم محبوب شد. این فیلم و کتاب که در سال ۲۰۰۶ منتشر شدند، از مصاحبه با نویسندگان و سخنرانان جنبش اندیشه نو بهره بردند تا قواعد این قانون متافیزیکی را توضیح دهند. ماری کارمیکل و بن رادفورد در مجلهٔ محقق شکاک نوشتند که «نه فیلم و نه کتاب هیچ اساسی در واقعیت ندارد.» این ماجرا یک جنبهٔ منفی نیز دارد «اگر حادثه‌ای پیش آید یا بیمار شوید، تقصیر خودتان است.»
برخی دیگر، ارجاعاتی به علم مدرن شده را مورد سؤال قرار داده‌اند که برای مثال، قانون جذب چه ارتباطی با امواج الکتریکی مغزی دارد. ویکتور استنجر و لئون لدرمن به عرفان کوانتومی انتقاد می‌کنند و می‌گویند که این ادعا نمی‌تواند حقیقت علمی داشته باشد و بیشتر به شبه علم می‌ماند.

## حامیان برجسته
- پرنتایس مالفورد، نویسنده و طنزپرداز کالیفرنیایی، در سال ۱۹۸۱ در مقالات خود با عناوین برخی از قوانین «سلامت و زیبایی» و «خوبی و تأثیرات آن بر فکر»، از واژهٔ قانون جذب استفاده کرده‌است.
- رالف والدو تراین در سال ۱۸۹۷ کتاب خود را با عنوان همسو با ابدیت منتشر کرد. او در دومین پاراگراف فصل ۹ می‌گوید: «قانون جذب دائماً در تمام کیهان فعال است؛ یک حقیقت عالی و ابدی این است که ما دریافته‌ایم، می‌توان چیزهای مشابه را جذب کرد.»
- توماس تروارد که یکی از افراد تأثیرگذار در جنبش اندیشه نو بود، در یکی از سخنرانی‌هایش در سال ۱۹۰۴ ادعا کرد که فکر بر شکل فیزیکی مقدم است و «اعمال ذهنی بذری را می‌کارند که اگر دچار اختلال نشوند، در نهایت تمام تجلی‌های آشکاری که همانند باشند را جذب خواهد کرد و آن‌ها نمود بیرونی خواهند یافت.»
- جیمز آلن، نویسندهٔ انگلیسی اندیشه نو، بین سال‌های ۱۹۰۱ تا ۱۹۱۲ یک سری مقالات و کتاب نوشت که پس از آن نیز همسرش لیلی کارهای او را ادامه داد. آلن به خاطر مقاله‌اش با عنوان «هنگامی که انسان فکر می‌کند» معروف است که در سال ۱۹۰۲ نوشته شده‌است.
- امت فاکس در مقالات و کتاب‌های متعددی در مورد متافیزیک و قدرت دعا نوشت. آموزه‌های او ریشه در مسیحیت و داستان‌های انجیل دارد. او عیسی مسیح را به عنوان بهترین آموزگار متافیزیک می‌داند و توضیح می‌دهد که افکار ما مهم‌ترین افاضه می‌باشند. در گفته‌ها و اعمال ما نیز این اهمیت افزایش می‌یابد. پاور فاکس در کتاب‌هایش با عنوان «قدرت از طریق تفکر سازنده» و «یافتن راهی به قدرت درون»، در مورد ساختن معادل‌هایی ذهنی برای آنچه که می‌خواهید و حذف آنچه که نمی‌خواهید سخن می‌گوید.
- ویلیام واکر آتکینسون از این واژه در کتاب «ارتعاش فکر» و «قانون جذب در دنیای فکر» (۱۹۰۶) استفاده کرد و اظهار داشت که «چیزهایی همانند، جذب یکدیگر می‌شوند.»
- بروس مک‌لالند در کتاب فراوانی از طریق نیروی فکر (۱۹۰۷) قواعد کار را چنین خلاصه کرد «شما همان هستید که فکر می‌کنید، نه آنچه که فکر می‌کنید هستید.» این کتاب توسط الیزابت توون منتشر شد. وی سردبیر مجلهٔ ناتیلوس بود. مجله‌ای متعلق به جنبش اندیشه نو.
- والاس د. واتلز که کتاب علم ثروتمند شدن (۱۹۱۰) را نوشت، قواعد مشابهی را ارائه داد – باور به موضوع خواستهٔ خود و تمرکز بر آن، شما را در دنیای فیزیکی بدان خواهد رساند (والاس در پیش‌گفتار و فصل‌های پایانی کتابش ادعا می‌کند که مطالب او برگفته از آیین هندو می‌باشد. اینکه خدا همه چیز را تأمین می‌نماید و هرچه که بر آن تمرکز کنیم را به ما می‌رساند) همچنین این کتاب ادعا می‌کند که افکار منفی منجر به نتایج منفی خواهند شد.
- ویلیام کائون جاج، نویسندهٔ عرفانی، در کتابش با عنوان اقیانوس عرفان (۱۹۱۵)، از واژهٔ قانون جذب استفاده کرد.
- نویسندهٔ عرفانی دیگری به نام آنی بسانت، در سال ۱۹۱۹ قانون جذب را به بحث می‌گذارد. بسانت تجربهٔ خود را مطرح کرد و از آن به عنوان نوعی کارما یاد نمود.
- ناپلئون هیل نیز دو کتاب در این رابطه چاپ کرد. اولی قانون موفقیت در ۱۶ درس (۱۹۲۸) بود که مستقیماً و مکرراً به قانون جذب اشاره می‌کرد و اعلام داشت که بر اساس امواج رادیویی مغز کار می‌کند. سپس در سال ۱۹۳۷ کتاب دیگری با عنوان فکر کن و پولدار شو چاپ کرد که به یکی از پر فروش‌ترین کتاب‌های تاریخ تبدیل شد و بیش از ۶۰ میلیون جلد فروخت. هیل در کتابش اصرار می‌ورزد که برای موفقیت باید افکار خویش را کنترل کرد. همچنین انرژی درون آن‌ها را نیز باید به کار گرفت تا افکار همانند را جذب کرد. در ابتدای کتاب، او یک «راز» برای موفقیت مطرح می‌کند و قول می‌دهد که حداقل یک بار در هر فصل کتاب به‌طور غیرمستقیم توصیفش کند. او هرگز مستقیماً آن را مورد اشاره قرار نمی‌دهد زیرا معتقد است که اگر خود فرد آن را کشف کند، مفیدتر خواهد بود. در مورد اینکه راز چیست، اختلاف نظر وجود دارد اما برخی می‌گویند که قانون جذب می‌باشد. هیل می‌گوید که «راز» مورد نظر او بیش از صدها بار مورد اشاره قرار گرفته، اما کلمهٔ «جذب» کمتر از ۳۰ بار در کتابش استفاده شده‌است. او در کتابش ادعا می‌کند که مردم می‌توانند هرچه که می‌خواهند را از طریق افکار هدفمند به دست آورند.
- اسرائیل رگاردی، کتاب‌های زیادی با موضوع قانون جذب منتشر کرده و آن را یکی از قانون‌های جهانی می‌داند. او در کتاب «هنر شفابخشی حقیقی: رسالهٔ مکانیزم دعا و عملکرد قانون جذب در طبیعت» (۱۹۳۷) یک تکنیک مدیتیشن آموزش می‌دهد که ذهن می‌تواند به وسیلهٔ آن در سطح جسمانی و معنوی خود را شفا بخشد. رگاردی در ادامه ادعا می‌کند که قانون جذب نه‌تنها روش مفیدی برای کسب سلامت جسمانی است، بلکه در دیگر جنبه‌های زندگی نیز کاربرد دارد.
- و. کلمنت استون و ناپلئون هیل کتاب موفقیت از طریق رویکرد ذهنی مثبت (۱۹۶۰) را نوشتند.
- ریچارد ویس، در کتابش با عنوان افسانهٔ آمریکایی موفقیت (۱۹۸۸)، اظهار می‌داد که قاعدهٔ «عدم مقاومت» یک مفهوم محبوب در جنبش اندیشه نو می‌باشد و همسو با قانون جذب آموخته می‌شود.

کتاب استر هیکس و جری هیک، «پول و قانون جذب: یادگیری جذب سلامتی، ثروت و خوشبختی» (۲۰۰۸)، در لیست پرفروش‌ترین کتاب‌های نیویورک تایمز قرار گرفت. هیکس از سال ۱۹۹۵ تا کنون مشغول انتشار کتاب در مورد قانون جذب بوده‌است.
یوسف اراکات در وبلاگش و کانال یوتوبش به نام Dose of Fousy، توضیح می‌دهد که قانون جذب چگونه بر زندگی‌اش تأثیر گذاشته‌است. کانر مک‌گرگور ادعا کرده که از قانون جذب استفاده می‌کند. بعد از اینکه دومین عنوان قهرمانی در مسابقات یواف‌سی را به دست آورد و حریفش ادی آلوارز را شکست داد، گفت: «این چیزی است که از رؤیا به واقعیت آوردم.»